# The BFG (película)
The BFG (conocida como Mi amigo el gigante en España y El buen amigo gigante en Hispanoamérica) es una película estadounidense de fantasía y aventuras dirigida por Steven Spielberg y escrita por Melissa Mathison, basada en la novela El gran gigante bonachón ("Big Friendly Giant") de Roald Dahl. La película está protagonizada por Mark Rylance y Ruby Barnhill. La fotografía principal de la película comenzó el 23 de marzo de 2015, fue coproducida por Walt Disney Pictures, Amblin Entertainment y Walden Media, y estrenada el 1 de julio de 2016. A pesar de recibir generalmente críticas positivas, fue un fracaso de taquilla.

## Sinopsis
Adaptación del cuento de Roald Dahl sobre una niña que une fuerzas con un gigante bonachón, conocido como el BFG, para detener una invasión de malvados gigantes que se preparan para comerse a todos los niños del país.

## Reparto
- Mark Rylance como The BFG.[2]
- Ruby Barnhill como Sophie.[3]
- Chris Gibbs como Giant.[4]
- Penelope Wilton como The Queen.[5]
- Rebecca Hall como Mary.[5]
- Jemaine Clement[5]
- Michael David Adamthwaite[5]
- Daniel Bacon[5]
- Bill Hader[5]
- Adam Godley[5]
- Jonathan Holmes[5]
- Paul Moniz de Sa[5]
- Ólafur Ólafsson[5]

## Producción
Los productores Frank Marshall y Kathleen Kennedy comenzaron el desarrollo de una gran adaptación de The BFG en 1991, y produjeron el proyecto con Paramount Pictures. Los guionistas Robin Swicord y Nicholas Kazan escribieron una adaptación del guion en 1998, con Robin Williams en mente para el papel principal. Para 2001, el guion había sido reescrito por Gwyn Lurie, que fue recibido con una opinión positiva de Dahl.
En septiembre de 2011, DreamWorks Pictures anunció que habían adquirido los derechos cinematográficos del libro; Kennedy y Marshall estaban programadas para producirla, y la guionista Melissa Mathison adaptaría la historia. En abril de 2014, se anunció que Steven Spielberg podría dirigir la película y que el rodaje comenzaría en 2015 para ser estrenado en 2016 según un comunicado de DreamWorks. John Madden había sido previamente programado para dirigir, pero ahora se acredita como productor ejecutivo junto con Michael Siegel. Spielberg declaró: 

"The BFG" ha encantado a familias y sus hijos durante más de tres décadas. Nos sentimos honrados de que Roald Dahl nos haya confiado esta historia clásica".

En marzo de 2015, Walden Media acordó cofinanciar y coproducir la película. Sam Mercer también producirá la película. En abril de 2015, Walt Disney Studios—que ya estaba bajo acuerdo para distribuir la película a través de Touchstone Pictures—se unió a la producción como coproductora y co-financiadora, y cambió el estreno de la película programado por Touchstone a una fecha programada por Walt Disney Pictures. En consecuencia, The BFG es la primera película de la marca Disney dirigida por Spielberg; aunque él ha producido con anterioridad varias películas para el estudio. Además, DreamWorks permanecerá sin ser acreditado en la película, y en su lugar estará representada por Amblin Entertainment, productora de Spielberg.

### Casting
El 27 de octubre de 2014, Mark Rylance fue incluido en el papel principal de la película. Spielberg habló sobre ello diciendo: 

"Mark Rylance es un actor de transformación. Estoy muy emocionado y encantado de que Mark haga este viaje con nosotros al país del gigante. Todo sobre su carrera hasta el momento se trata de hacer la elección valiente y estoy honrado que haya elegido a The BFG como su próxima actuación en la pantalla grande".

A mediados de noviembre de 2014, se reveló de que una estudiante de diez años de edad, de la escuela Lower Peover, Ruby Riley había hecho una audición para la película y que tuvo que aprender seis páginas de diálogo en preparación para un posible papel como la huérfana Sophie. Después de una larga búsqueda para la intérprete del papel de Sophie, el 16 de diciembre, el director eligió a la niña de 10 años de edad, la actriz británica Rubí Barnhill, quien dijo: "Me siento increíblemente afortunada y estoy muy feliz". Spielberg declaró que "han descubierto una maravillosa Sophie en Ruby Barnhill." Bill Hader fue agregado al reparto para protagonizar la película por un papel no especificado el 27 de marzo de 2015.  El 13 de abril de 2015, más miembros del reparto fueron anunciados, incluyendo a Penelope Wilton, Rebecca Hall, Jemaine Clement, Michael David Adamthwaite, Daniel Bacon, Chris Gibbs, Adam Godley, Jonathan Holmes, Paul Moniz de Sá, y Ólafur Ólafsson.

### Rodaje
La fotografía principal de la película comenzó el 23 de marzo de 2015, en Vancouver y concluyó el 12 de junio de 2015.

## Estreno
The BFG fue estrenada el 1 de julio de 2016 en Estados Unidos, y distribuida mundialmente por Walt Disney Studios Motion Pictures, a excepción de territorios en Europa, África y Oriente Medio, donde los derechos de distribución de la película fueron vendidos por Mister Smith Entertainment para distribuidores independientes. El socio financiero de DreamWorks, Reliance Entertainment, estrenó la película en India. Entertainment One estrenó la película el 22 de julio de 2016 en Reino Unido.

## Recepción
The BFG ha recibido críticas positivas de parte de la crítica y la audiencia. En el portal de internet Rotten Tomatoes, la película posee una aprobación de 75%, basada en 252 reseñas, con una puntuación de 6.8/10 por parte de la crítica, y con un consenso que dice: "The BFG minimiza los elementos más oscuros del clásico de Roald Dahl a favor de una bien intencionada, visualmente impresionante y bien contada aventura para toda la familia." De parte de la audiencia ha recibido una aprobación de 63%, basada en más de 24 000 votos y con una puntuación de 3.5/5.
La página Metacritic le ha dado a la película una puntuación de 66 de 100, basada en 47 críticas, indicando "reseñas generalmente favorables", mientras que de los usuarios tiene una calificación de 5.8. Las audiencias de CinemaScore le han dado una calificación de "A-" en una escala de A+ a F, mientras que en el sitio IMDb los usuarios le han dado una puntuación de 6.5/10, con base en más de 30 000 votos.